# Azaisia obscura
Azaisia obscura är en tvåvingeart som beskrevs av Villeneuve 1939. Azaisia obscura ingår i släktet Azaisia och familjen gråsuggeflugor.
Artens utbredningsområde är Madeira. Inga underarter finns listade i Catalogue of Life.